# La mia brillante carriera
La mia brillante carriera (My Brilliant Career) è un film del 1979 diretto da Gillian Armstrong, tratto dall'omonimo romanzo di Miles Franklin.
Fu presentato in concorso al 32º Festival di Cannes.

## Trama
Australia, 1897. Sybylla, una ragazza selvaggia e dallo spirito libero, sogna una vita che sia diversa da quella che conduce nella fattoria di famiglia, immaginando per sé un futuro da scrittrice. I suoi genitori decidono di mandarla in vacanza con la ricca nonna materna nella speranza che impari modi e comportamenti socialmente accettabili. Al suo arrivo, Sybylla si sente subito fuori posto, ma comincia ben presto a ricevere le attenzioni del benestante Harry Beecham, a cui si affeziona sempre di più. Sybylla viene invitata a trascorrere alcuni giorni nella tenuta dei Beecham e, tra innocenti passeggiate e giochi estivi, i suoi sentimenti nei confronti di Harry crescono sempre di più.
Tornata a casa di sua nonna, viene dissuasa dall'accettare il corteggiamento di Harry. Alcuni malintesi separano Sybylla e l'uomo. Sybylla accetta un lavoro come istitutrice presso una famiglia indigente e analfabeta, a cui suo padre deve dei soldi. Pur lavorando nello squallore, riesce a insegnare ai bambini a leggere usando i giornali. Con sua gioia, Sybylla viene infine rimandata a casa. Harry le fa visita e le propone di sposarlo, ma Sybylla rifiuta, affermando che la sua intenzione è di diventare una scrittrice e spiegando che un'unione tra i due sarebbe emotivamente dannosa. Sybylla riesce a terminare il suo primo romanzo, My Brilliant Career, che viene accettato da una casa editrice scozzese.

## Riconoscimenti
- 1981 - Kansas City Film Critics Circle Awards
  - Miglior film straniero